# NGC 7031
NGC 7031 је расејано звездано јато у сазвежђу Лабуд које се налази на NGC листи објеката дубоког неба.
Деклинација објекта је + 50° 50' 36" а ректасцензија 21h 6m 52,0s. Привидна величина (магнитуда) објекта NGC 7031 износи 9,1. NGC 7031 је још познат и под ознакама OCL 210.